# 坂東号
坂東号（ばんどうごう）は茨城県坂東市のコミュニティバスである。関東鉄道が受託している。
すべて関東鉄道守谷営業所が受託運行。

## 現行路線

### 庁舎間シャトルバス
- 岩井バスターミナル - 夢積館 - 岩井局前 - 坂東市役所 - 岩井保健センター - ホスピタル坂東 - 沓掛商店街 - 猿島バスターミナル - さしま窓口センター

土曜・日曜運休。岩井バスターミナル～猿島バスターミナルを結ぶ。唯一月～金で休校日を含めて毎日運行されている。

### 七郷・中川ルート
- 岩井バスターミナル - 坂東市役所 - 岩井局前 - 夢積館 - 中川小学校 - 小山下 - グリーンランド - 法師戸東

月・水・金曜運転

### 沓掛・内野山ルート
- 岩井バスターミナル - 坂東市役所 - 岩井局前 - 夢積館 - 坂東清風高校 - 馬立十字路 - 幸田新田十字路 - 内野山小学校 - 沓掛商店街 - ホスピタル坂東

月・水・金曜運転

### 長須・七重ルート
- 岩井バスターミナル - 坂東市役所 - 岩井局前 - 夢積館 - JA長須 - 西原集落センター - 借宿 - 七重郵便局 - 坂東市役所 - 岩井局前 - 夢積館 - 岩井バスターミナル

→方向が右回り、←方向が左回り。

火・木・土曜運転

### 矢作ルート
- グリーンランド - 芽吹橋 - 法師戸東 - 自然博物館入口 - 七郷小学校

休校日運休

### 半谷ルート
- 半谷北 - 借宿 - 七重小学校

休校日運休

## 運賃
- 小学生以上 100円
- PASMO・Suica等全国の主要ICカードは利用できない[2]。